# Ulises Ruiz Ortiz
Ulises Ernesto Ruiz Ortiz (Chalcatongo de Hidalgo, Oaxaca; 9 de abril de 1958) es un político y abogado mexicano. Desde el 1 de diciembre de 2004 hasta el 30 de noviembre de 2010 se desempeñó como Gobernador del Estado de Oaxaca. 
En 2021 fue expulsado del PRI en represalia por expresar críticas en contra de la dirigencia nacional de ese partido, encabezada por el cuestionado exgobernador de Campeche Alejandro Moreno Cárdenas. 
En 2023 se registró como precandidato independiente para competir en las elecciones presidenciales del 2024. El 6 de enero de 2024, el INE anunció que ningún aspirante a candidatura independiente logró las firmas requeridas, incluyendo al exgobernador, quien obtuvo 90 mil 413 firmas, es decir 6.2% de la cantidad necesaria.

## Educación
Cursó su educación básica en el estado de Oaxaca. La primaria la realizó en el Centro Escolar Federal, Juchitán, Oaxaca, la secundaria en el ITRI n.º 19 en Juchitán, Oax; la Preparatoria en la Universidad La Salle en México, D. F. Cursó la licenciatura en Derecho en la Universidad Nacional Autónoma de México (UNAM).

## Trayectoria política
- 1981 - 2021: Miembro activo del PRI.[3]
- 1982 - 1989: Delegado del CEN del PRI en varias entidades.
- 1989 - 1994: Subsecretario de elecciones del CEN del PRI.
- 1994: Secretario General de la Fundación Colosio en Oaxaca.
- 1996: Secretario General del C.D.E del PRI en Oaxaca.
- 1997: Secretario de organización del PRI en Oaxaca.
- 1998: Secretario General del C.D.E del PRI en Oaxaca.
- 1998 al 2000: Presidente del C.D.E del PRI en Oaxaca.
- 2013 - 2016: Delegado General del CEN del PRI en Quintana Roo.

En 2019 participó en la contienda para ser el dirigente nacional del PRI. Dicha contienda la ganó Alejandro Moreno Cárdenas con quien mantuvo una abierta confrontación hasta septiembre de 2021, cuando fue expulsado del partido por la Comisión de Justicia Partidaria del PRI. Esto debido a su participación en el bloqueo de las instalaciones del partido.

## Cargos de elección popular
- 1992 a 1995: diputado local en la LV Legislatura del Congreso de Oaxaca.
- 1997 a 2000: diputado federal en la LVII Legislatura.
- 2000 a 2004: senador de la República en la LVIII y LIX Legislaturas.
- 2004 a 2010: gobernador constitucional del estado de Oaxaca.

## Gobernador de Oaxaca

### Conflicto postelectoral
Ulises Ruiz tomó posesión en medio de protestas por un supuesto fraude, en el que se denunciaron actividades como compra de votos y otras actividades que "adulteraron", que afirman críticos dieron a Ulises Ruiz la oportunidad de ascenso dentro del Partido Revolucionario Institucional (PRI).
En su toma de protesta, Ulises Ruiz señaló: "Reitero, en mi gobierno la ley, sin compromisos, será desde hoy la razón cardinal que guiará mis actos, la que no permitirá la arbitrariedad individual ni los costos de grupo, ningún espacio a la impunidad, ningún privilegio para nadie". El acto fue acompañado de una serie de protestas de diversos sectores sociales, los cuales marcharon pacíficamente por las calles de la ciudad para exigir "no al fraude electoral".

### Conflicto de la APPO
En mayo de 2006, maestros de la Sección 22 del Sindicato Nacional de Trabajadores de la Educación, encabezados por Enrique Rueda Pacheco, se mantenían en plantón en el centro de la ciudad de Oaxaca, aproximadamente 70.000 maestros. Que exigían un aumento salarial, mejor mantenimiento a las escuelas rurales y justicia en el Estado de Oaxaca y ulteriormente al Gobierno que encabeza Ulises Ruíz. Ante la nula respuesta de las autoridades Estatales, las protestas magisteriales fueron acrecentando y se llevaron a cabo bloqueos carreteros, daños a inmuebles propiedades del estado y bloqueos al aeropuerto internacional de Oaxaca Benito Juárez.
El 14 de junio del 2006 el gobernador ordenó el desalojo contra el plantón ubicado en el zócalo de la ciudad, el cual fue combatido por los profesores y miembros de la sociedad civil en general, quienes tras siete horas de enfrentamientos lograron dispersar y retirar a la Policía Estatal, así mismo a recuperarla plaza de armas.
El Pleno de la Suprema Corte de Justicia de la Nación (SCJN) determinó que los hechos y omisiones, demostrados en la investigación efectuada por el alto tribunal sobre lo sucedido en Oaxaca a raíz del conflicto magisterial, constituyeron graves violaciones a los derechos humanos.
Los ministros resolvieron que también se produjo una violación a la garantía de acceso a la información; decidieron que se excluyera al jefe del Estado Mayor y al coordinador de Fuerzas Federales de Apoyo como autoridades responsables en los hechos, y que el gobernador del estado de Oaxaca, Ulises Ruiz, tiene una responsabilidad lisa y llana en los hechos denunciados, y no atenuada como lo planteaba originalmente el proyecto de dictamen.